# Барієв Ескендер Енверович
Ескендер Енверович Барієв (нар. 23 липня 1974, Наманган, Узбецька РСР, СРСР) — український кримськотатарський політик, член Меджлісу кримськотатарського народу, голова Кримськотатарського Ресурсного Центру, координатор руху Liberate Crimea.
Лауреат Премії Кабінету Міністрів України за особливі досягнення молоді у розбудові України (2007).

## Життєпис
Народився 23 липня 1974 року в Намангані, Узбецька РСР. Освіта вища, проживав в смт Молодіжне Сімферопольського району Автономної Республіки Крим.

### Освіта
- 1999 — закінчив Кримський медичний університет ім. Георгієвського, перший медичний факультет.
- 2001 — закінчив інтернатуру Кримського державного медичного університету ім. С. І. Георгієвського.
- 2007 — закінчив аспірантуру в Національній академії державного управління при Президентові України, кафедра соціальної і гуманітарної політики.
- 2007 — закінчив Східноукраїнський національний університет імені В. Даля, факультет менеджменту.

### Родина
Одружений, виховує доньку та двох синів[джерело?].

## Професійна і громадська діяльність
- Почесний голова Кримськотатарського молодіжного центру
- Голова Кримської республіканської організації Всеукраїнської молодіжної громадської організації «Спілка молодих державних службовців України»
- Голова Громадської ради щодо адаптації цілей розвитку тисячоліття в Автономній Республіці Крим при ПРІК ООН
- Провідний експерт Інституту політичної освіти
- Голова громадської організації «Центр політичного аналізу і прогнозування».

## Політична діяльність
- 2002 — робота у виборчому штабі Меджлісу кримськотатарського народу, голова коаліції молоді «Наша Україна» в Криму і голова виборчого штабу в одномандатному виборчому окрузі № 2[3].
- 2006 — депутат Молодіжненської селищної ради.
- Кандидат в народні депутати Верховної Ради України VII скликання на виборах 2012 року від політичної партії Всеукраїнське об'єднання «Батьківщина», одномандатний виборчий округ № 8. Результат виборів — 15.87 % голосів, переміг Дейч Борис Давидович (62.42 %)[4].
- Активний громадський діяч, член Громадської організації «Фронт Змін»[5].
- Член Меджлісу кримськотатарського народу[1]. Один з організаторів святкування Дня кримськотатарського прапора.

## Політичні погляди
В передвиборній програмі кандидата у народні депутати Верховної Ради України VII скликання по одномандатному виборчому округу № 8 є наступні положення:
- Підтримую встановлення влади народу над Президентом і депутатами через закони про імпічмент президента Януковича та закон про відкликання народного депутата, якщо останній не виконує своїх зобов'язань.
- Голосувати лише особисто, підтримати закон про кримінальну відповідальність за голосування картками інших депутатів.
- У бідному суспільстві не повинно бути багатих посадовців, їх пільги будуть скасовані, а витрати на утримання органів влади будуть скорочені удвічі.
- Провести антикорупційну люстрацію — перевірку відповідності витрат і вартості майна чиновників задекларованим доходам.